# Tvøroyri
Tvøroyri [ˈtvøːɹɔiɹɪ] és un poble situat a la costa occidental de l'illa de Suðuroy, a les illes Fèroe. Amb els seus 859 habitants (2021) és la població més important del municipi de Tvøroyri, del qual també n'és la capital. El municipi inclou 4 localitats més: Froðba, Øravík, Øravíkarlíð i Trongisvágur. A 1 de gener de 2021 el nombre total d'habitants del municipi sencer era de 1745 persones.
L'ex-Primer ministre de les Illes Fèroe, Jóannes Eidesgaard és fill de Tvøroyri.

## Història
Tvøroyri és la localitat més recent de Suðuroy. Va ser fundada el 1836, després que el monopoli comercial danès establís una sucursal al lloc. La zona pertanyia als pobladors de Froðba, i Tvøroyri va créixer lenta però constantment fins a superar en població a la localitat veïna, els orígens de la qual es remunten a l'era de les sagues. Durant el primer any d'exitència de Tvøroyri s'hi van instal·lar 10 persones i el 1860 ja n'eren 66. L'església de Froðba es va acabar traslladant a Tvøroyri per raons d'importància demogràfica, però aviat va resultar massa petita i el 1908 va haver de ser substituïda per l'església que encara podem veure avui.
Poc després d'iniciar-se el segle xx, el poble comptava, a part dels comerciants, amb un sastre, un sabater, un rellotger, un enquadernador, un barber i un forner. En el període d'entreguerres hi vivien 600 persones i era la segona localitat més poblada de les Fèroe, fins que va ser superada per Klaksvík el 1940.

L'església de Tvøroyri s'aixeca en el punt més alt del poble. És una església que es va construir a Noruega a principis del segle XX i es va traslladar peça per peça al seu emplaçament actual el 1908.

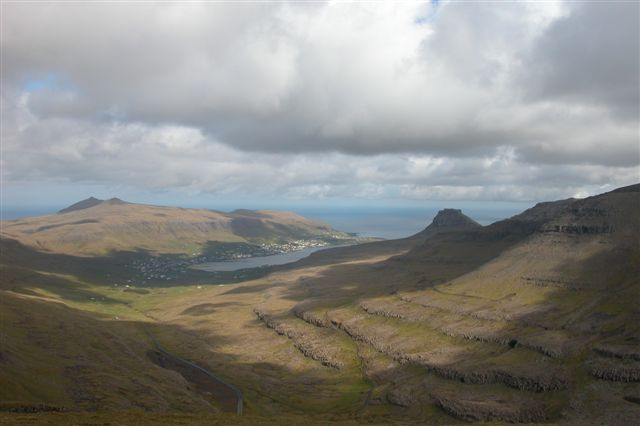
Visió general de l'aglomeració de Tvøroyri al Trongisvágsfjørður.

## Demografia
El municipi té cinc localitats estadística i històricament separades, però que conformen totes elles pràcticament una sola unitat poblacional al llarg del Trongisvágsfjørður. La localitat més aïllada és Ørðavík.
| Població     | Número d'habitants |
| ------------ | ------------------ |
| Froðba       | 272                |
| Trongisvágur | 527                |
| Tvøroyri     | 859                |
| Ørðavík      | 30                 |
| Ørðavíkarlíð | 57                 |
| TOTAL        | 1745               |

## Esports
El club esportiu TB Tvøroyri es va fundar el 1892 com a club de futbol, i és, per tant, el primer que va existir a les Illes Fèroe. El nom TB també s'utilitzava en la secció de voleibol.fins que el 2016 es va convertir en un club independent amb el nom de TB Flogbóltur. El desembre de 2016, els tres clubs de futbol de l'illa de Suðuroy, el TB, el FC Suðuroy i el Royn, van acordar la seva fusió en un sol club. El nou club es va anomenar TB / FC Suðuroy / Royn.
Hi ha un club de rem, el Froðbiar Sóknar Róðrarfelag, que va ser fundat el 1934.